# Jill Barklem
Jill Barklem, pseudonimo di Gillian Gaze (Epping, 23 marzo 1951 – Londra, 15 novembre 2017), è stata una scrittrice e illustratrice britannica, nota principalmente per la serie di Boscodirovo (in inglese Brambly Hedge), un ciclo di romanzi illustrati per bambini.

## Biografia
Figlia di John e Ivy Gaze, gestori del grande magazzino Pynes Stores, fu influenzata nella sua carriera dagli ambienti rurali della foresta di Epping, luogo natale: infatti, gran parte delle sue illustrazioni traggono ispirazione proprio da quella stessa natura in mezzo alla quale Jill amava passare il suo tempo.
All'età di tredici anni, Jill soffrì di un distacco della retina, motivo per cui le fu consigliato di interrompere ogni attività sportiva a scuola. Di conseguenza, Jill cominciò sempre più assiduamente a trascorrere il suo tempo nella sala d'arte e nella biblioteca della scuola, avvicinandosi così sempre di più al disegno, allo studio della botanica e all'illustrazione.
Dopo il diploma, Barklem decise di studiare illustrazione presso la St Martin's School of Art di Londra. L'ambiente urbano della capitale britannica e gli inospitali vagoni del treno che la portavano da Epping a Londra acuirono ancor di più in Jill l'amore per la natura, tanto che proprio durante i suoi viaggi negli anni settanta  l'autrice cominciò a pensare a quelle storie che più avanti, oltre ogni sua previsione, avrebbero preso corpo nei suoi romanzi illustrati. La stessa Jill, in seguito, affermò: 
(Jill Barklem)
La Barklem iniziò la sua carriera di illustratrice nel 1974, dopo avere concluso la St Martin's School of Art, realizzando alcune illustrazioni per la Lion Publishing e per dei testi religiosi.
Nel 1980 la Harper Collins pubblicò le sue prime opere, che avrebbero dato il via alla serie di Boscodirovo: Storia d'inverno (Winter Story), Storia di primavera (Spring Story), Storia d'estate (Summer Story) e Storia d'autunno (Autumn Story).
In tali libri prendono vita le vicende quotidiane di una vivace comunità di topolini situata a Boscodirovo, un piccolo villaggio proprio a ridosso di un rovo di more, in quella che a tutti gli effetti appare come un'atmosfera che riporta direttamente all'Inghilterra rurale di età vittoriana. Le storie dei piccoli roditori sono scandite dall'alternarsi delle stagioni e in esse si ritrovano temi cardine, come l'importanza delle tradizioni, la gentilezza, la collaborazione, la sostenibilità, le semplici vicende di ogni giorno, le cerimonie.
L'intento della Barklem è ben spiegato da Jane Fior, editrice della Harper Collins al tempo dei lavori dell'autrice:
(Jane Fior)
Le opere della Barklem sono ricche di dettagli artistici, frutto delle sue osservazioni e della sua meticolosità. Si sa anche che l'autrice stessa provò in prima persona le ricette realizzate dai suoi personaggi, affinché potessero essere perfettamente verosimili.
Il successo dei primi quattro libri fu immediato: le sue opere sono state tradotte in oltre dieci lingue e hanno venduto più di sette milioni di copie.
Con gli anni, la salute di Jill peggiorò progressivamente: ai problemi di vista, sempre più gravi, si aggiunse la diagnosi di un tumore al cervello, poi rimosso con successo nel 1994. Il suo continuo indebolimento fisico, così, la portò a morire di polmonite il 15 novembre 2017, a 66 anni.

### Vita privata
Nel 1977 Jill sposò l'antiquario David Barklem, da cui ha avuto due figli, Elizabeth e Peter.

## Opere
Alcune delle opere di Barklem sono state tradotte in italiano dalla case editrice Edizioni EL.
- Storia d'inverno (Winter Story), 1980
- Storia di primavera (Spring Story), 1980
- Storia d'estate (Summer Story), 1980
- Storia d'autunno (Autumn Story), 1980
- The Big Book of Brambly Hedge, 1981
- The Secret Staircase, 1983
- Avventura sui monti (The High Hills), 1986
- Le quattro stagioni di Boscodirovo (The Four Seasons of  Brambly Hedge), 1988
- Storia di mare (Sea Story), 1990
- The Brambly Headge Treasury, 1991
- The Brambly Headge Poster Book, 1991
- Through the Hedgerow: A Three-Dimensional Pop-up Book, 1993
- Papaverina e i bambini (Poppy’s Babies), 1994
- The Brambly Headge Birthday Book, 1994
- Poppy’s Wedding, 1995
- Primrose's Adventure: A Sliding Picture Book, 1995
- The Snow Ball: A Sliding Picture Book, 1995
- Wilfred's Birthday: A Sliding Picture Book, 1995
- Winter Story Sticker Book, 1996
- The Complete Brambly Hedge, 1999

## Altri media
Dal ciclo di Boscodirovo è stata tratta nel Regno Unito nel 1996 una serie televisiva trasmessa poi anche in Italia su Rai Tre con il titolo Bosco di Rovo.